# オスヴァルト・シュミーデベルク

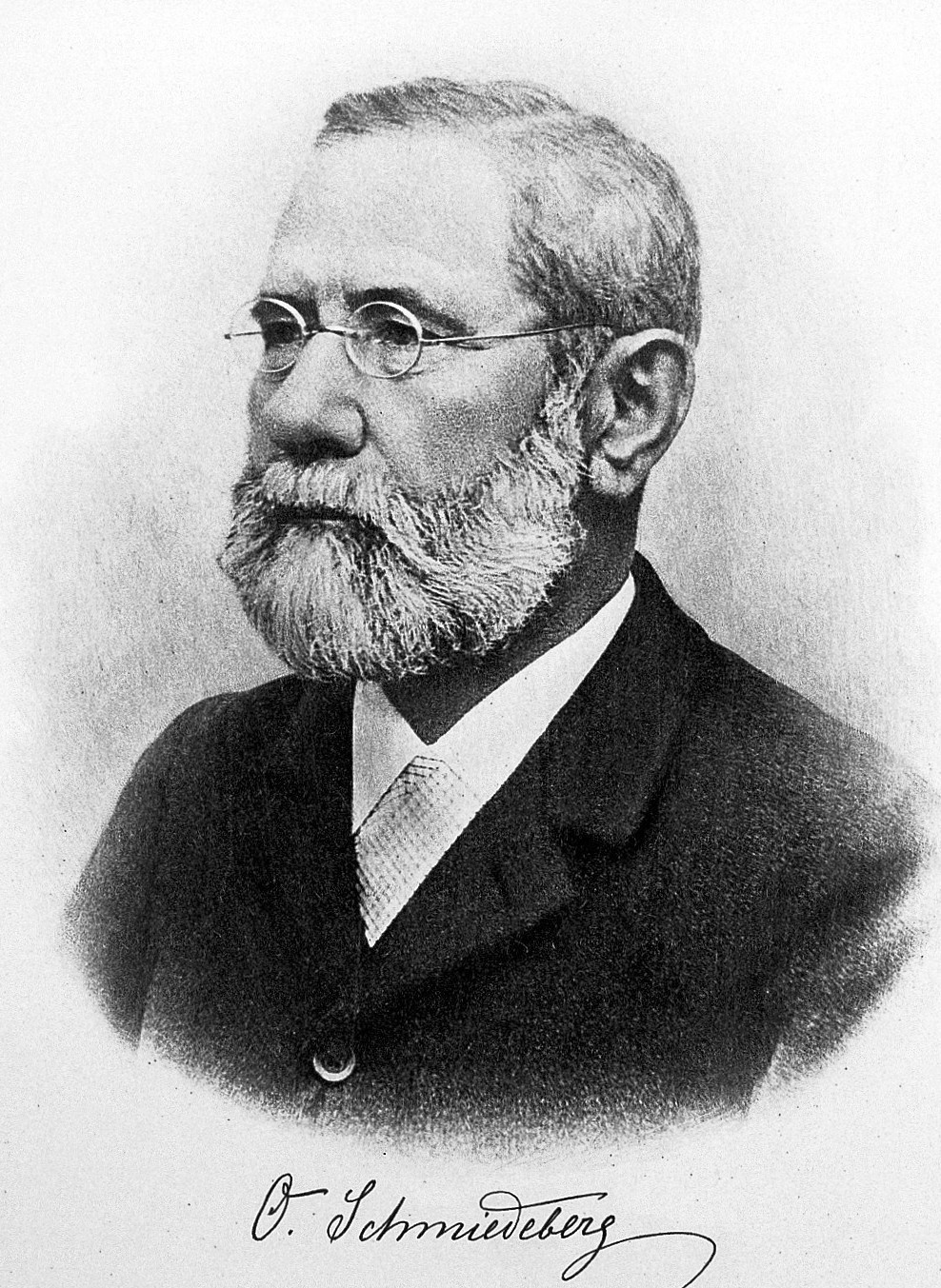
オスヴァルト・シュミーデベルグ

オスヴァルト・シュミーデベルグ（Oswald Schmiedeberg、1838年10月10日 - 1921年7月12日）は、ドイツの薬理学者。シュミーデベルグは「近代薬理学の父」と呼ばれている。

## 略歴
当時のロシア帝国のクールラント州Gut Laidsenに生まれ、1866年にタルトゥ大学で血液中のクロロホルムの測定法に関する論文を書きあげ医学の博士号を取得した。後にタルトゥ大学（ドルパート）のルドルフ・ブーフハイムの助手に買われ、1872年にはストラスブール大学の薬理学教授に就任した。1869年には、ムスカリンが心臓における迷走神経の電気的刺激と同じ効果を喚起することを示した。1878年には、薬理学の古典的教科書である『Outline of Pharmacology』を著した。1885年には、ウレタンを催眠薬として導入している。また、ストラスブール大学での46年間で、後に他の大学や外国で教授となる多くの後進を育成した。シュミーデベルグの研究は重要な薬物と毒物をほとんど網羅するほど多方面に及び、特にジギタリス、ムスカリンの薬理、薬物の体内代謝（解毒機構）の研究は優れた重要な業績である。
世界20ヶ国から120名の留学生が実験薬理学の開祖シュミーデベルグの下に来て、その指導を受け、あるいは共同研究に加わり、それぞれ帰国の後はいずれも母国に実験薬理学を移植し、その先駆者、指導者となった。こうして世界的な規模で実験薬理学研究が行われるようになって、急速な進歩をもたらした。明治時代日本からも高橋順太郎、森島庫太、林春雄、がその留学生となって、日本の実験薬理学の基礎を拓いた。

## 著書
- Schmiedeberg,O. and Koppe,R.,Das Muscarin.,Vogel,Leipzig,1869.